# Сцинтиграфія

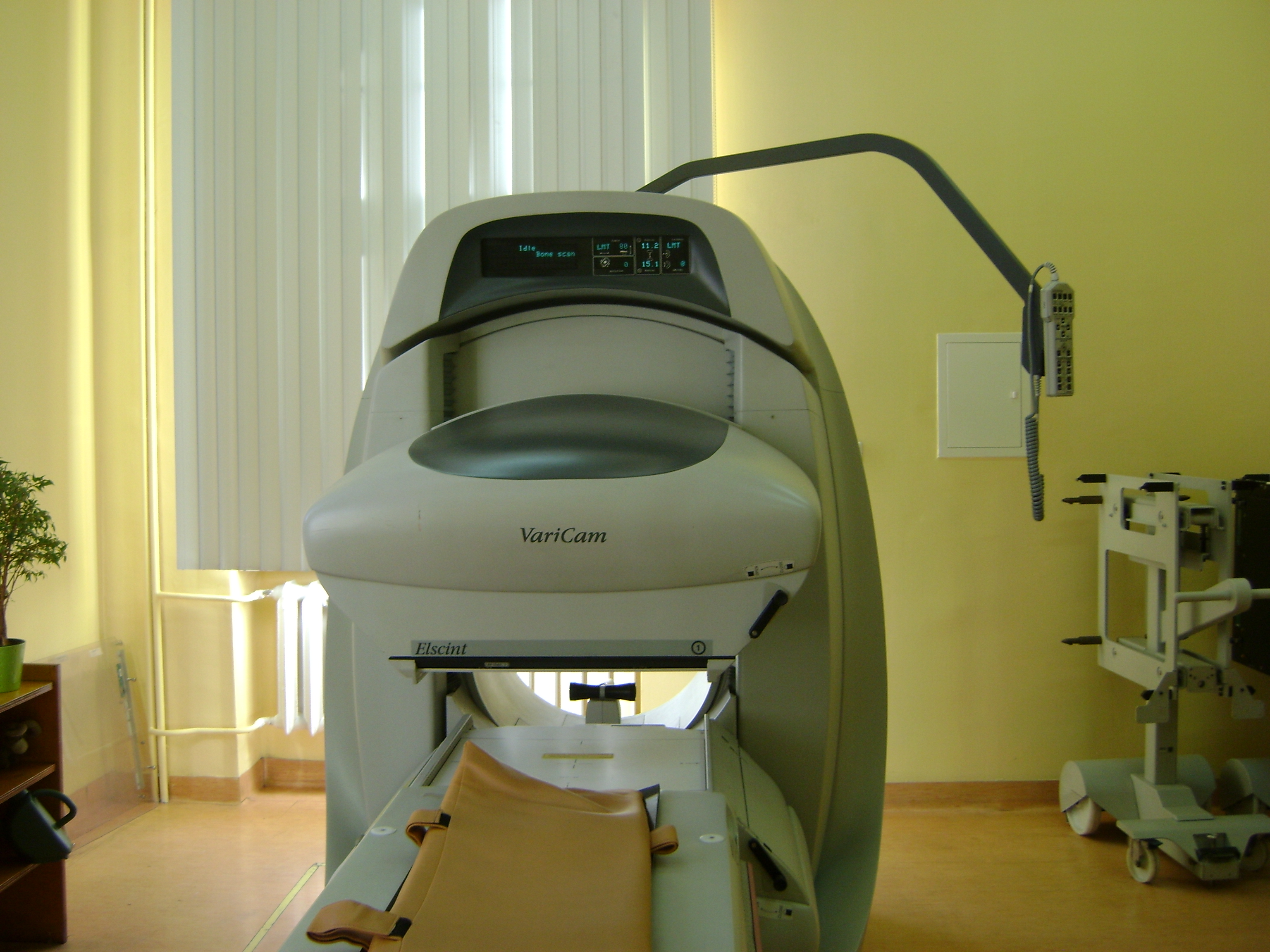
Пристрій для медичної сцинтиграфії

Сцинтиграфія — метод функціональної візуалізації, що полягає у введенні в організм селективних радіоактивних ізотопів і отриманні двовимірного зображення шляхом визначення виділеного ними випромінювання. Аналогічний принцип реєстрації гама-фотонів від ізотопів використовується в однофотонній емісійній комп'ютерній томографії (ОФЕКТ) для створення тривимірних томограм за допомогою обертових детекторів.

## Принцип методу
Пацієнту вводять радіоіндикатор (радіофармпрепарат (РФП)) — препарат, що складається з молекули-вектора і радіоактивного маркера (ізотопу). Молекула-вектор поглинається певною структурою організму (орган, тканина, рідина). Радіоактивна мітка служить «передавачем»: випускає гама-промені, які реєструються гама-камерою. Кількість введеного радіофармацевтичного препарату така, що випущене ним випромінювання легко вловлюється, але при цьому він не справляє токсичного впливу на організм.

## Поширеність сцинтиграфії
В даний час сцинтиграфія набула широкого поширення у США, Європі та ряді інших країн. Так у США в 2007 році проведено понад 17 мільйонів радіонуклідних досліджень у більш ніж 15 мільйонів осіб. У Європі в тому ж році — понад 12 мільйонів досліджень. У США на сьогоднішній день встановлено й активно використовується понад 12500 однофотонних емісійних комп'ютерних томографів (гама-камер). На жаль, у нас ситуація з радіонуклідною діагностикою складається значно гірше. На сьогоднішній день в нас встановлені окремі гама-камери, причому переважна більшість із них морально застарілі. Якщо у США і Європі 40-50 % радіонуклідних досліджень проводиться в амбулаторних установах (поліклініках), то в нас сцинтиграфія — у великих медичних центрах.

## Приклади радіоіндікаторів
- МІБІ, сестамібі (технетрил), тетрофосмін (Mioview) мічений 99mTc — радіофармпрепарат, тропний до неушкоджених кардіоміоцитів. Використовується для однофотонної емісійної комп'ютерної томографії (ОЕКТ, ОФЕКТ) міокарда, з метою діагностики ішемічної хвороби серця (ІХС) і її ускладнень (інфаркт міокарда, постінфарктний кардіосклероз, ішемічна кардіоміопатія), у тому числі при ЕКГ — синхронізованій томографії.
- Моно- і Бісфосфонати, мічені 99mTc (наприклад, пірофосфат) — це радіофармпрепат, тропний до кісткової тканини, що формується. Використовуються в сцинтиграфії кісток з метою діагностики віддалених метастазів, первинних злоякісних новоутворень кісток, а також запальних і травматичних змін.
- Діетілентріамінпентаоцтова кислота (ДТПА) мічена 99mTc — радіофармпрепарат, тропний до ниркових клубочків. Використовується при сцинтиграфії нирок (динамічній нефросцинтиграфії).
- Пертехнетат (99mTc) — розчин чистого техніцію, використовується при сцинтиграфії щитоподібної залози.
- Макроагрегати альбуміну (МАА), мічені 99mTc — РФП для перфузійної сцинтиграфії легень.
- Гексаметилпропіленаміноксим (HMPAO), мічений 99mTc — РФП для сцинтиграфії (емісійної комп'ютерної томографії) головного мозку
- I123 — є одночасно і вектором для щитоподібної залози, і радіоізотопом.
- 210Tl — накопичується в кардіоміоцитах аналогічно калію, маркер для сцинтиграфії міокарда.

Існують індикатори для певної патології (наприклад, деякі форми раку) — l'Octreoscan ™ і MIBG.
Індикатор (радіофармпрепарат) у переважній більшості досліджень вводиться внутрішньовенно.

## Одержувані зображення
- статичні — в результаті виходить плоске (двовимірне) зображення. Таким методом найчастіше досліджують кістки, щитоподібну залозу тощо.
- динамічні — результат додавання кількох статичних, отримання динамічних кривих (наприклад при дослідженні функції нирок, печінки, жовчного міхура)
- ЕКГ-синхронізоване дослідження — ЕКГ-синхронізація дозволяє в томографічному режимі візуалізувати скоротливу функцію серця.

Іноді до сцинтиграфії відносять споріднений метод емісійної комп'ютерної томографії (ОФЕКТ), який дозволяє отримувати томограми (тривимірні зображення). Найчастіше таким чином досліджують серце (міокард), головний мозок.

## Гама-камера
Гама-камера — сцинтиляційна камера, яка реєструє гама-випромінювання. У сцинтиляторі гама-камери поглинені або розсіяні гама-кванти перетворюються на фотони видимого випромінювання, причому кількість випромінених фотонів пропорційна поглиненій у сцинтиляторі енергії гама-кванта. Фотопомножувачі перетворять світловий спалах в сцинтиляторі в імпульс струму, який реєструється спектрометричною апаратурою. Амплітуда імпульсу пропорційна поглиненій в сцинтиляторі енергії гама-кванта, тому можливе відділення спалахів від гама-квантів з енергією, характерною для використовуваного маркера, від фону. Застосування збірки фотопомножувачів дозволяє здійснити відновлення координат спалаху і, таким чином, виміряти просторовий розподіл маркера в тілі пацієнта.

## Застосування
- Діагностика ішемічної хвороби серця (ІХС) в тому числі шляхом виявлення скороминущої ішемії міокарда, рубцевих змін, дослідження скорочувальної здатності серця.
- Діагностика тромбоемболії легеневої артерії.
- Діагностика метастазів та первинних пухлин кісткової тканини, переломів, запалення, і інфекцій (остеосцинтиграфія).
- Дослідження кровопостачання головного мозку — використовується в діагностиці хвороби Альцгеймера, деяких форм деменції, інфекційних захворювань. Існують маркери, що дозволяють простежити розподіл рецепторів деяких нейромедіаторів у тканині мозку, наприклад, дофаміну, що можна використовувати в діагностиці хвороби Паркінсона.
- Діагностика захворювань щитоподібної і паращитоподібної залоз.
- Оцінка функції нирок та їх кровопостачання.
- Виявлення захворювань печінки, функціональних розладів гепатобіліарної системи.

### Сцинтиграфія міокарда
Сцинтиграфія міокарда є провідним методом діагностики ІХС у всьому світі, щорічна кількість пацієнтів у Європі та США перевищує 10 мільйонів осіб. При проведенні дослідження пацієнту вводиться радіофармпрепарат, тропний до незмінених кардіоміоцитів серцевого м'яза (міокарда), з метою їх візуалізації. Сцинтиграфія міокарда проводиться в 2 етапи: дослідження з навантаженням і в спокої. Метод володіє широкими можливостями в діагностиці ІХС. Здійснюється виявлення скороминущої ішемії міокарда, зумовленої ураженням коронарних артерій атеросклеротичними бляшками, у тому числі у хворих без клініки стенокардії. В залежності від локалізації та поширеності скороминущої ішемії визначаються показання до коронарної ангіографії. У пацієнтів з перенесеним гострим інфарктом міокарда проводиться визначення його локалізації та обсягу пошкодженого міокарда незалежно від термінів давності. Сцинтиграфія міокарда є високоточним методом оцінки ефективності медикаментозного лікування, ефективності ендоваскулярних втручань (коронарної балонної ангіопластики зі стентуванням), операцій на відкритому серці (коронарного шунтування), кардіореабілітації, включаючи посилену зовнішню контрапульсацію і ударно-хвильову терапію. Приблизний час проведення дослідження становить 2-3 години.

### Сцинтиграфія кісток скелета
Сцинтиграфія кісток скелета (синоніми: остеосцинтиграфія, сканування, скенування кісток) — провідний променевий метод діагностики остеобластичних і остеолітичних метастазів кісток. Візуалізація кісток здійснюється завдяки використанню мічених технецієм-99m фосфонатів, тропних до кісткової тканини. Метод дозволяє з високою чутливістю виявляти метастази в кістки при раку легені, молочної, передміхурової, щитоподібної залози, раку нирок, сечового міхура і інших видів злоякісних новоутворень. Також можлива візуалізація первинних злоякісних новоутворень кісткової тканини, в тому числі остеома, остеосаркома, хондросаркома та ін. Чутливість методу в діагностиці метастазів у кістки порівнянна з позитронно-емісійною томографією і МРТ, при значно менших витратах і часу безпосереднього проведення дослідження. Дослідження проводиться в середньому через 3 години після введення радіофармпрепаратів. При аналізі зображень проводиться не тільки виявлення вогнищевих змін кісток, характерних для метастатичного ураження, але й розрахунок активності накопичення препарату в метастазах, що дозволяє оцінювати динаміку захворювання на тлі проведеного лікування. Сумарний час дослідження — близько чотирьох годин.

### Сцинтиграфія нирок
Сцинтиграфія нирок (динамічна нефросцинтиграфія з непрямою ангіографією) заснована на використанні радіофармпрепаратів, тропних до клубочків і канальцевої системи. Проведення динамічного дослідження дозволяє в режимі реального часу візуалізувати накопичувальну і видільну функцію кожної нирки окремо. В рамках непрямої ангіографії визначаються швидкісні та об'ємні характеристики ниркового кровоплину. Сцинтиграфія нирок дозволяється отримати важливу діагностичну інформацію у хворих з різними захворюваннями сечовидільної системи: оцінювати екскрецію при запальних захворюваннях нирок і нефролітіазі; визначати наявність ниркової недостатності і її вираженості, визначати показання до оперативного лікування у хворих з обструктивними захворюваннями сечовивідних шляхів, визначати наявність міхурові-сечовідного рефлюксу. При підозрі на наявність стенозу ниркової артерії здійснюється діагностика порушень кровопостачання нирок. Час проведення дослідження становить менше 30 хвилин.

### Сцинтиграфія щитоподібної залози
Сцинтиграфія щитоподібної залози проводиться з метою візуалізації анатомії залози (включаючи загрудинне розташування часток, наявність додаткових часток) і порушень її функції. Також здійснюється візуалізація вузлів і визначення їх функціональної автономії: діагностика нефункціональних («холодних») вузлів, у тому числі при підозрі на злоякісне новоутворення, і гіперфункціональних («гарячих») вузлів, включаючи токсичну аденому. Час проведення дослідження становить близько 20 хвилин.
Сцинтиграфія паращитоподібних залоз використовується з метою виявлення гормон-продуктивної аденоми у хворих з підвищенням рівня паратгормону, збільшенням паращитоподібних залоз, а також при нефролітіазі і остеопорозі. Крім візуалізації аденоми паращитоподібних залоз в рамках дослідження оцінюється анатомія і функція щитоподібної залози, у тому числі при автоімунних захворюваннях. Час проведення дослідження становить в середньому 3 години.

### Сцинтиграфія головного мозку
Однофотонна емісійна комп'ютерна томографія головного мозку проводиться з радіофармпрепаратів (РФП), які накопичувались пропорційно мозковому кровоплину. Дослідження проводиться через 20-30 хвилин після введення РФП. В результаті виробляється топічна діагностика перенесеного інсульту, ішемії головного мозку, обумовленої ураженням церебральних артерій, порушень перфузії при нейродегенеративних захворюваннях. Метод дозволяє оцінювати ефект від лікарської терапії, ендоваскулярних втручань на сонних, вертебральних і мозкових артеріях, ефективність реабілітаційних заходів. Час проведення дослідження становить менше 1 години.

### Сцинтиграфія легень
В даний час основною сферою застосування перфузійної сцинтиграфії легень є діагностика тромбоемболії легеневої артерії та її гілок. Використання радіофармпрепарата макроагрегатів альбуміну, мічених технецієм-99m, дозволяє визначати порушення кровопостачання легень, починаючи з рівня магістральних судин (легеневих артерій та їх гілок), і закінчуючи порушеннями мікроциркуляції при системних захворюваннях, включаючи первинну легеневу гіпертензію і хворобу Такаясу. В результаті при наявності тромбозів або емболій легеневої артерії та її гілок при сцинтиграфії легень виявляються дефекти перфузії, що відповідають рівню ураження. Великою цінністю методу полягає в динамічному контролі захворювання. При повторних дослідженнях можуть визначати як ознаки повторних тромбоемболій, так і позитивної динаміки перфузії при успішному лікуванні. Час проведення дослідження — близько 20 хвилин.

### Сцинтиграфія печінки і жовчного міхура
Сцинтиграфія печінки і жовчного міхура являє собою комплексне радіонуклідне дослідження, спрямоване на виявлення функціональних порушень в гепатобіліарній системі. Дослідження включає в себе оцінку функціонального стану гепатоцитів, концентраційної і моторної функції жовчного міхура, прохідності жовчовивідних шляхів, наявності дисфункції сфінктера Одді, дуодено-гастрального рефлюксу. Показання до проведення: запальні і обмінні захворювання печінки, жовчного міхура, в тому числі холецистит, дискінезії жовчовивідних шляхів, стан після хірургічних втручань на гепатобіліарній системі. Час проведення дослідження — близько 1 години.